# Langschwanztriel
Der Langschwanztriel (Burhinus grallarius) ist eine überwiegend dämmerungs- und nachtaktive Art aus der Familie der Triele.

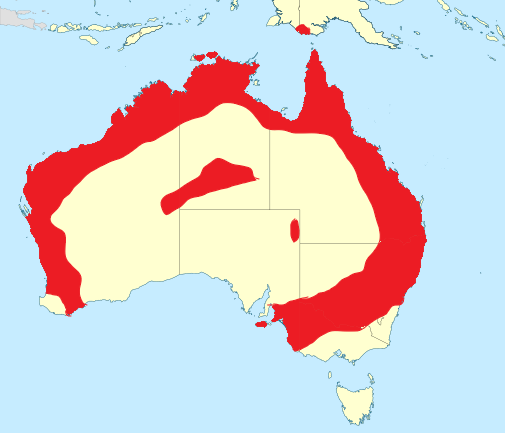
Verbreitungsgebiet

Der Vogel ist endemisch in Australien.
Der Lebensraum umfasst offene Wälder mit Lichtungen, gerodete Flächen mit einzelnen Bäumen, aber kein Gebüsch, trockenes Grasland, gern in der Nähe von Wasserläufen und Seeufern, aber auch Kies und Sanddünen.
Die Art ist Standvogel.
Der Artzusatz kommt von lateinisch grallae ‚Stelzen‘.

## Merkmale
Diese Art ist 54–59 cm groß, das Männchen wiegt zwischen 580 und 860, das Weibchen zwischen 530 und 710 g. Es gibt graue und rotbraune Morphen. Auffallend sind die langen blass gelblich-grünen Beine und der lange Schwanz, der Körper ist eher schlank und klein, gestreift, mit blassen Augen in einem großen runden Kopf mit zierlichem Schnabel in Schwarz. Die langen Flügel haben breite Spitzen. Im Fluge überragen die Beine den Schwanz deutlich.
Weibchen sind etwas kleiner. Jungvögel haben weiße, weniger gelbe Augen und gröbere Zeichnung auf den blassen Flügeldecken.
Diese Art ist monotypisch.

## Stimme
Der Ruf erfolgt meist in der Dämmerung und nachts, er wird als klagendes Pfeifen, zweisilbiges „wheee-hoo...wheee-hoo…“ beschrieben. Oft wird zu mehreren gerufen.

## Lebensweise
Die Nahrung besteht hauptsächlich aus Insekten, Amphibien, kleinen Reptilien, auch gelegentlich Pflanzensamen, die nachts, besonders bei hellem Mondlicht erdbodennah gesucht werden.
Die Brutzeit liegt im Frühling, in Queensland zwischen Juni und Dezember, in Victoria zwischen August und Januar. Die Art lebt monogam und eher einzelgängerisch. Das Nest ist auf dem Boden, offen mit guter Rundumsicht und wird mitunter für viele Jahre wieder genutzt. Das Gelege besteht aus zwei Eiern, die von beiden Elternvögeln über 25 Tage bebrütet werden. Auch die Aufzucht der Küken erfolgt durch beide.

## Gefährdungssituation
Der Bestand gilt als nicht gefährdet (Least Concern).